# Springboro (Ohio)
Springboro è una città degli Stati Uniti d'America, situata nello Stato dell'Ohio, nella contea di Warren e in una piccola porzione nella contea di Montgomery.